# Gyémánt Csilla
Gyémánt Csilla, született Pintér Csilla, férjezett neve Gyémánt Ivánné (Szentes, 1944. január 17. – Szeged, 2023. március 10.) színháztörténész, egyetemi oktató.
Kutatási területe: magyar (elsősorban szegedi) és egyetemes színháztörténet, operatörténet.

## Életpályája
A szegedi József Attila Tudományegyetem Bölcsészettudományi Karán 1967-ben szerzett magyar–francia szakos középiskolai tanári oklevelet, majd 1979-ben summa cum laude minősítéssel doktorált irodalomtörténetből Vajda György Mihály-nál. 1989-ig gyakorlóiskolai tanár, szakvezető, 1989-től a Juhász Gyula Tanárképző Főiskola Magyar Irodalom Tanszékének adjunktusa, majd docense, a tanszék megszűnését követően, 2008-tól az SZTE Zeneművészeti Karának óraadó tanára. A nyolcvanas évek közepétől rendszeresen publikál hazai és külföldi szakfolyóiratokban, antológiákban, konferenciák kiadványaiban irodalom- és színháztörténeti témákban. Számos könyv és tankönyv szerzője, illetve társszerzője.
1991-től mostanáig 14 színháztörténeti emlékkiállítást rendezett a Szegedi Nemzeti Színházban, többek között Giuseppe Verdi halálának 100. évfordulója tiszteletére, Bartók Béla és Kodály Zoltán színpadi műveinek szegedi előadás-történetéből, emléket állított a szegedi opera és balett jeles személyiségeinek, így Vaszy Viktornak, Szabó Miklósnak, Imre Zoltánnak, Gregor Józsefnek, megrendezte a 125 éves szegedi színház jubileumi kiállítását.
1992-től aktív résztvevője a város közéletének. 1994 decemberéig mint színházi szakértő Szeged Város Önkormányzata Kulturális Bizottságában tevékenykedett, 1995-től 1998-ig Szeged Város Önkormányzata Kulturális Tanácsadó Testületének tagja volt. 1993-tól a szegedi Dugonics Társaság vezetőségi tagja, 2001-től a Szegedi Operabarátok Egyesületének elnöke, 2007-től a Gregor József Emlékére Alapítvány kuratóriumának tagja.

## Publikációi (válogatás)

### Önálló kötet
- Imre Zoltán táncművész, koreográfus. Bába Kiadó, Szeged, 2005, 284 p. ISBN 963-9511-97-8

### Könyvrészlet és tanulmány
- Revive Szegedin! Liszt Ferenc és Szeged (Liszt születésének 200. és halálának 125. évfordulója tiszteletére). Bába Kiadó, Szeged, 2011. Liszt, maga a romantika, p. 118-132.
- Szeged szívében – Százhuszonöt éves a város színháza. Bába és Társa Kiadó, Szeged, 2008. ISBN 978-963-06-5953-6. A második hatvan év (1945-2008) p. 53-121.; 125 év – 125 portré (közülük 64) p. 173-204.; Visszfény (érdekességek, ”csemegék” a sajtóból) p. 217-237.
- Gregor. Hollósi Zsolt szerkesztésében és kiadásában, Szeged, 2008. ISBN 978-963-06-4257-6. II. fejezet – Pályakép – Szegedtől Szegedig, p. 26-66.
- Erkölcs és művészet törvényhozója – Kodály Zoltán és Szeged. Bába Kiadó, Szeged, 2007. ISBN 978 963 9717 79 4. Történelmi leckék zenében – Kodály színpadi művei Szegeden, p. 110-134.
- Karikó Teréz, a szegedi operajátszás csillaga. Bába és Társa Kiadó, Szeged, 2006, CD melléklettel: Karikó Teréz élete és pályaképe, ISBN 9637337768 p. 7-35.
- A szülőföld kötelez – Bartók Béla és Szeged (tanulmánykötet). Bába Kiadó Szeged, 2006.  . A fiatal Balázs Béla ”barátság-mítosza” – vonzások és választások Kodálytól Bartókig, p. 129-150. Állandóan változóban – Bartók Béla színpadi művei Szegeden, p. 167-188.
- Bene Kálmán–Gyémánt Csilla: Magyar irodalom. 7. osztály; Mozaik, Szeged, 1994

### Idegen nyelvű publikációk
- Molière et le théâtre hongrois. In: Nouvelles tendances en littérature comparée II. Centre d’Études du Roman et du Romanesque Faculté des Lettres Université de Picardie Jules Verne – Département de Littérature Hongroise École Supérieure de Formation des Professeurs Gyula Juhász. /Direction et rédaction: Jacqueline Lévi-Valensi, Piroska Sebe-Madácsy, Kálmán Bene.  Lecteurs: Árpád Bernáth, Alain Schaffner, Bruno Clement /   Szeged-Amiens, 1996. 53-61. p.
- L’image de l’Europe dans Les confessions d’un bourgeois de Sándor Márai. In: Le roman et l’Europe, Presses Universitaires de France, 1997. Éditions CERR et CRUCE.
- Le bouffon de Victor Hugo sur le théâtre lyrique de Giuseppe Verdi. In: Nouvelles tendances en littérature comparée III. Centre d’Études du Roman et du Romanesque Faculté des Lettres Université de Picardie Jules Verne – Département de Littérature Hongroise École Supérieure de Formation des Professeurs Gyula Juhász. /Direction et rédaction: Jacqueline Lévi-Valensi, Piroska Sebe-Madácsy, Kálmán Bene. Lecteurs: Lise Sabourin, Zoltán Bíró./    Szeged-Amiens, 1999. 34-45. p
- La lezione di un insuccesso teatrale, ovvero la reincarnazione del buffone di corte gobbo di Victor Hugo sul palcoscenio dell'opera di Giuseppe Verdi. In: "Omaggio a Giuseppe Verdi", Nuova Corvina (Istituto Italiano di Cultura Budapest) Direttore responsabile: Giorgio Pressburger. 2002, Budapest, aprile, 20-36. p.
- Du ballet classique à la danse moderne – le chorégraphe Zoltán Imre et son atelier spirituel. In: Nouvelles tendances en littérature comparée IV. Centre d’Études du Roman et du Romanesque Faculté des Lettres Université de Picardie Jules Verne – Département de Littérature Hongroise École Supérieure de Formation des Professeurs Gyula Juhász. Szeged-Amiens, 2004. 105-113. p.

### Tanulmányok azArmel Nemzetközi Operaverseny és FesztiválrólaSzeged folyóiratban
- Mezzo operaverseny és fesztivál. 20. évf. 12. sz. (2008. december)
- Szeged a nagyvilág képernyőin. 21. évf. 12. sz. (2009. december) p. 28-34.
- Fények és árnyak. 22. évf. 11. sz. (2010. november) p. 20-24.
- Armel Operaverseny és Fesztivál 2011. 23. évf. 12. sz. (2011. december)
- Armel Operaverseny és Fesztivál 2012. 24. évf. 11. sz. (2012. november)

### Repertóriumok
- a libri.hu-n
- az oszk.hu-n Archiválva 2016. március 5-i dátummal a Wayback Machine-ben

## Díjak, kitüntetések
- Szegedért Emlékérem (1997)
- Pro Juventute (2001)
- Vaszy Viktor-emlékérem (2004)
- Bartók Béla-emlékérem (2006)
- Kodály Zoltán-emlékérem (2007)
- Pro Theatro (2008)